# Argia jocosa
Argia jocosa är en trollsländeart som beskrevs av Hagen in Selys 1865. Argia jocosa ingår i släktet Argia och familjen dammflicksländor. Inga underarter finns listade i Catalogue of Life.